# Чемпионат Румынии по футболу 2019/2020
Чемпионат Румынии по футболу 2019/2020 — 102-й сезон чемпионата Румынии по футболу. Он начался 12 июля 2019 года и закончился 5 августа 2020 года. Чемпионский титул защитил клуб «ЧФР Клуж».

## Регламент

### Два этапа
В чемпионате участвуют 14 команд. На первом этапе они играют между собой двукруговой турнир из 26 туров (каждая команда проведёт по два матча с каждой из остальных команд — один дома и один в гостях). На втором этапе команды разделяются на две группы. Первые шесть команд по итогам первого этапа сыграют между собой в два круга, разыграв места с 1-го по 6-е. Остальные восемь команд также играют между собой двухкруговой турнир, разыграв места с 7-го по 14-е. При этом очки, набранные командами на первом этапе, сокращаются вдвое. Команда, занявшая 12-е место играет стыковые матчи с 3-й командой из Лиги 2. Команды, занявшие по итогам второго этапа 13-е и 14-е места, вылетают во Второй дивизион.

### Еврокубковая квота
В окончательном виде еврокубковая квота Румынии сформируется по окончании сезона. На момент начала чемпионата она выглядела следующим образом: чемпион страны стартует в Лиге чемпионов УЕФА с 1-го квалификационного раунда.
В Лиге Европы Румынию представляют обладатель кубка страны (стартует с 1-го квалификационного раунда), а также команды, занявшие 2-е (со второго квалификационного раунда) и 3-е (с первого квалификационного раунда) места в чемпионате. Если кубок завоёвывает одна из первых трёх команд национального первенства, то место в Лиге Европы достаётся 4-й команде чемпионата. В этом случае 3-я команда страны стартует со второго раунда квалификации, а 4-я - с первого раунда.

## Последствия пандемии COVID-19
Матч между «Стяуа» и «Университатей Крайовой» 8 марта 2020 года прошёл без зрителей из-за опасений по поводу коронавирусной инфекции. Четыре дня спустя все футбольные лиги и соревнования Румынской федерации футбола были приостановлены до 31 марта в связи с пандемией COVID-19 в Румынии. В мае было объявлено, что Лига I возобновится во вторые выходные июня.
Первый матч после возобновления сезона должен был состояться 12 июня между «Университатей» и «Ботошани», но он был отложен после того, как врач «Ботошани» дал положительный результат на коронавирус у игроков команды. Вторым матчем, который было решено отложить стал «Динамо Бухарест» против «Киндия Тырговиште», который был назначен на 13 июня. Тем не менее, 13 июня сезон был возобновлён тремя другими матчами.
После возобновления многие матчи были отложены из-за случаев заражения коронавирусом внутри команд. По окончании сезона два матча плей-офф были отменены из-за случаев заражения коронавирусом в «Астре» и ещё пять матчей были отменены после выявления такой же проблемы у «Динамо Бухарест». Финальные таблицы лиги были утверждены без учёта этих матчей, и было объявлено, что команда занявшая последнее место будет играть стыковые матчи за сохранение места в Лиге I, остальные команды избавлены от вылета, и формат следующего сезона будет изменён с 14 на 16 команд.

## Клубы-участники

### Изменения по сравнению с предыдущим сезоном
После предыдущего сезона лига претерпела следующие изменения: 
| Поз. | Выбыли в Лигу II |
| ---- | ---------------- |
| 13   | Дунэря Кэлэраши  |
| 14   | Конкордия        |

| Поз. | Вышли из Лиги II   |
| ---- | ------------------ |
| 1    | Киндия Тырговиште  |
| 2    | Академика Клинчени |

### Клубы и стадионы
| Клуб         | Город         | Стадион (вместимость)          | Главный тренер |
| ------------ | ------------- | ------------------------------ | --- |
| Академика    | Клинчени      | Клинчени (2 800)               | Илие Поэнару (до 8 августа 2019) Марин Дюна (с 8 августа 2019) |
| Астра        | Джурджу       | Марин Анастасович (8 500)      | Дан Алекса (до 9 октября 2019) Богдан Андоне (с 9 октября 2019) |
| Ботошани     | Ботошани      | Муниципальный стадион (7 782)  | Мариус Кроитору |
| Вииторул     | Констанца     | Вииторул (4 554)               | Георге Хаджи (до 3 августа 2020) Каталин Ангел (с 3 августа 2020) |
| Волунтари    | Волунтари     | Ангел Иорданеску (4 600)       | Кристиано Бергоди (до 1 января 2020) Михай Тежа (с 8 января 2020) |
| Газ Метан    | Медиаш        | Газ Метан (7 814)              | Эдуард Йордэнеску (до 4 мая 2020) Душан Угрин-младший (с 15 июня 2020) |
| Германштадт  | Сибиу         | Муниципальный стадион (14 200) | Костел Энаке (до 28 сентября 2019) Эуген Няго (с 2 октября по 27 декабря 2019) Василе Мириуцэ (с 27 декабря 2019 по 14 июня 2020) Рубен Альбес (с 19 июня 2020)             |
| Динамо       | Бухарест      | Динамо (15 032)                | Эуген Няго (до 13 августа 2019) Душан Угрин-младший (с 13 августа 2019 по 11 марта 2020) Адриан Михалча (с 11 марта 2020 по 13 июля 2020) Георге Мулцеску (с 13 июля 2020)  |
| Киндия       | Тырговиште    | Илие Оанэ (15 073)             | Виорел Молдаван (до 30 июня 2020) Эмил Сэндой (с 1 июля 2020) |
| Политехника  | Яссы          | Эмил Александреску (11 390)    | Михай Тежа (до 23 декабря 2019) Мирча Редник (с 31 декабря 2019) |
| Сепси        | Сфынту-Георге | Муниципальный стадион (5 200)  | Чаба Ласло (до 12 ноября 2019) Леонтин Грозаву (с 12 ноября 2019) |
| Стяуа        | Бухарест      | Национальный стадион (55 634)  | Богдан Андоне (до 2 августа 2019) Виргил Андронах (с 2 августа 2019 по 23 августа 2019) Богдан Винтилэ (с 23 августа 2019 по 19 июля 2020) Антон Петря (с 19 июля 2020)     |
| Университатя | Крайова       | Йон Облеменко (30 944)         | Корнелиу Папурэ (до 2 сентября 2019) Виктор Пицуркэ (с 2 сентября 2019 по 14 января 2020) Корнелиу Папурэ (с 14 января 2020 по 8 мая 2020) Кристиано Бергоди (с 9 мая 2020) |
| ЧФР          | Клуж-Напока   | Константин Рэдулеску (23 500)  | Дан Петреску |

## Турнирная таблица

### Первый этап
| М  | Команда              | И  | В  | Н  | П  | Мячи    | ±   | О  | Примечания                          |
| -- | -------------------- | -- | -- | -- | -- | ------- | --- | -- | ----------------------------------- |
| 1  | ЧФР Клуж             | 26 | 15 | 7  | 4  | 51 − 16 | +35 | 52 | Турнир за звание чемпиона           |
| 2  | Университатя Крайова | 26 | 14 | 4  | 8  | 41 − 28 | +13 | 46 | Турнир за звание чемпиона           |
| 3  | Ботошани             | 26 | 12 | 9  | 5  | 36 − 30 | +6  | 45 | Турнир за звание чемпиона           |
| 4  | Стяуа                | 26 | 13 | 5  | 8  | 37 − 29 | +8  | 44 | Турнир за звание чемпиона           |
| 5  | Газ Метан            | 26 | 12 | 7  | 7  | 34 − 30 | +4  | 43 | Турнир за звание чемпиона           |
| 6  | Астра                | 26 | 13 | 6  | 7  | 38 − 29 | +9  | 42 | Турнир за звание чемпиона           |
| 7  | Вииторул             | 26 | 11 | 7  | 8  | 44 − 29 | +15 | 40 | Турнир за сохранение места в Лиге I |
| 8  | Динамо Бухарест      | 26 | 10 | 4  | 12 | 37 − 41 | −4  | 34 | Турнир за сохранение места в Лиге I |
| 9  | Сепси                | 26 | 7  | 12 | 7  | 30 − 26 | +4  | 33 | Турнир за сохранение места в Лиге I |
| 10 | Германштадт          | 26 | 5  | 10 | 11 | 26 − 44 | −18 | 25 | Турнир за сохранение места в Лиге I |
| 11 | Киндия Тырговиште    | 26 | 6  | 7  | 13 | 29 − 47 | −18 | 25 | Турнир за сохранение места в Лиге I |
| 12 | Политехника Яссы     | 26 | 5  | 7  | 14 | 26 − 40 | −14 | 22 | Турнир за сохранение места в Лиге I |
| 13 | Академика Клинчени   | 26 | 4  | 10 | 12 | 30 − 47 | −17 | 22 | Турнир за сохранение места в Лиге I |
| 14 | Волунтари            | 26 | 5  | 5  | 16 | 22 − 45 | −23 | 20 | Турнир за сохранение места в Лиге I |

И — игры, В — выигрыши, Н — ничьи, П — проигрыши, Мячи — забитые и пропущенные голы, ± — разница голов, О — очки

Источник: LPF
Правила классификации: 1) Очки; 2) Очки в очных встречах между командами; 3) Разница мячей в очных встречах между командами; 4) Забитые мячи; 5) Мячи, забитые в выездных матчах в рамках очных встреч между командами; 6) Разница забитых и пропущенных мячей; 7) Плей-офф
Примечания
- ↑  1: С команды Астра снято 3 очка по финансовым причинам

### Турнир за звание чемпиона
| М | Команда              | И  | В | Н | П | Мячи    | ±   | О  | Примечания                                        |
| - | -------------------- | -- | - | - | - | ------- | --- | -- | ------------------------------------------------- |
| 1 | ЧФР Клуж             | 10 | 7 | 2 | 1 | 17 − 7  | +10 | 49 | 1-й квалификационный раунд Лиги чемпионов 2020/21 |
| 2 | Университатя Крайова | 9  | 7 | 0 | 2 | 17 − 14 | +3  | 44 | 1-й квалификационный раунд Лиги Европы 2020/21    |
| 3 | Астра                | 8  | 3 | 3 | 2 | 12 − 8  | +4  | 33 |                                                   |
| 4 | Ботошани             | 10 | 2 | 3 | 5 | 10 − 12 | −2  | 32 | 1-й квалификационный раунд Лиги Европы 2020/21    |
| 5 | Стяуа                | 9  | 2 | 3 | 4 | 13 − 14 | −1  | 31 | 1-й квалификационный раунд Лиги Европы 2020/21    |
| 6 | Газ Метан            | 10 | 0 | 3 | 7 | 5 − 19  | −14 | 25 |                                                   |

И — игры, В — выигрыши, Н — ничьи, П — проигрыши, Мячи — забитые и пропущенные голы, ± — разница голов, О — очки

- ↑  2: Астра не получила лицензию УЕФА
- ↑  3: Стяуа квалифицировался в 1-й отборочный раунд Лиги Европы, как победитель кубка Румынии 2019/20

### Турнир за сохранение места в Лиге I
| М  | Команда            | И  | В | Н | П | Мячи    | ±  | О  | Примечания                                |
| -- | ------------------ | -- | - | - | - | ------- | -- | -- | ----------------------------------------- |
| 7  | Вииторул           | 14 | 6 | 5 | 3 | 25 − 17 | +8 | 43 |                                           |
| 8  | Германштадт        | 12 | 6 | 4 | 2 | 18 − 14 | +4 | 35 |                                           |
| 9  | Сепси              | 13 | 4 | 5 | 4 | 19 − 17 | +2 | 34 |                                           |
| 10 | Академика Клинчени | 14 | 7 | 0 | 7 | 14 − 21 | −7 | 32 |                                           |
| 11 | Волунтари          | 14 | 6 | 3 | 5 | 16 − 12 | +4 | 31 |                                           |
| 12 | Политехника Яссы   | 14 | 5 | 4 | 5 | 17 − 17 | 0  | 30 |                                           |
| 13 | Динамо Бухарест    | 9  | 2 | 2 | 5 | 8 − 11  | −3 | 25 |                                           |
| 14 | Киндия Тырговиште  | 12 | 3 | 1 | 8 | 9 − 17  | −8 | 23 | Стыковые матчи за сохранение места в лиге |

И — игры, В — выигрыши, Н — ничьи, П — проигрыши, Мячи — забитые и пропущенные голы, ± — разница голов, О — очки

### Стыковые матчи
Клуб «Киндия Тырговиште», занявший 14 место играл стыковые матчи за право остаться в Лиге I на следующий сезон с командой «Миовени», занявшей третье место в Лиге II.
| Команда 1         | Итог | Команда 2 | 1-й матч | 2-й матч |
| ----------------- | ---- | --------- | -------- | -------- |
| Киндия Тырговиште | 3–1  | Миовени   | 2–0      | 1–1      |

| 9 августа 2020 | Киндия Тырговиште                  | 2–0 | Миовени | Плоешти                                                    |
| 20:30          | Овидиу Бик 14′ · Йосип Иванчич 74′ |     |         | Стадион: Илие Оанэ Зрителей: 0 Судья: Иштван Ковач (Карей) |

| 12 августа 2020 | Миовени              | 1–1 | Киндия Тырговиште   | Миовени                                                       |
| 18:30           | Андрей Хергелигиу 7′ |     | Йосип Иванчич 45+2′ | Стадион: Орэшенеск Зрителей: 0 Судья: Мариус Аврам (Бухарест) |

Таким образом по сумме двух матчей выиграл клуб «Киндия Тырговиште» и будет играть в Лиге I в следующем сезоне.